# ATB Financial

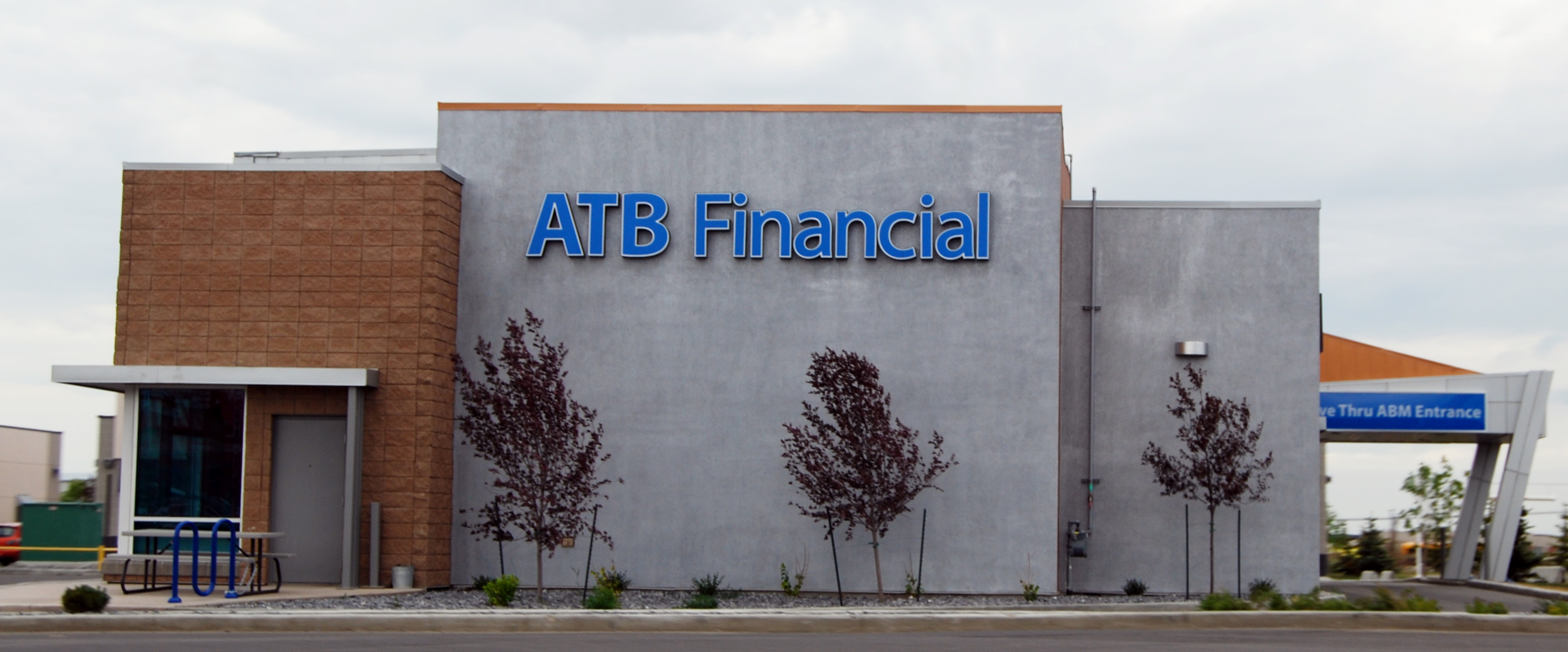
Eine ATB Filiale in Edmonton

ATB Financial (Alberta Treasury Branches) ist ein Finanzdienstleister mit Hauptsitz in Edmonton, Alberta, Kanada. Das Unternehmen befindet sich in Besitz der Provinz Alberta. Es bietet Finanzdienstleistungen ausschließlich für ca. 680.000 Kunden und in der Provinz ansässige Unternehmen an. ATB verfügt über 167 Filialen und 130 Agenturen und beschäftigt mehr als 5.300 Mitarbeiter.

## Geschichte
ATB wurde vom ersten Sozialministerium unter William Aberhart am 29. September 1938 gegründet. Die erste Filiale eröffnete im Rocky Mountain House am gleichen Tag. Ende der 1980er Jahre wurde der Finanzdienstleister in einem Skandal verwickelt. An dem Skandal waren auch Peter Pocklington's von Gainers Foods und die Ghermezian Brother, Gründer der West Edmonton Mall durch faule Kredite und politische Interessen beteiligt. In den 1990er Jahren reformierte die Provinzregierung das Unternehmen, um die Wettbewerbsfähigkeit zu erhöhen. 1996 wurden unabhängige Direktoren ausgewählt.

## Mitgliedschaften
Das Unternehmen ist Mitglied bei der Canadian Payments Association, sowie bei:
- Interac Association
- MasterCard Canada
- Interac Network
- Alberta Regional Network (ARN)
- NYCE
- Cirrus